# 柳比茨凱
47°46′0″N 35°57′25″E / 47.76667°N 35.95694°E
柳比茨凱（烏克蘭語：Любицьке）是位於烏克蘭東南部的村莊，由扎波羅熱州扎波羅熱区的泰爾努瓦泰市鎮負責管轄。該村始建於1856年，面積2.3平方公里，海拔高度120米，2009年人口948，人口密度每平方公里275.7人。